# Bernard Tramont
Bernard Tramont (Le Mans, França; 9 de novembre de 1938 – Madrid, Espanya; 18 d'abril de 1994) va ser un pilot de ral·li francès resident a Espanya que també va disputar competicions automobilístiques de circuits com les 24 hores de Le Mans. Va guanyar el Campionat d'Espanya de Ral·lis dels anys 1967 i 1968 amb un Alpine-Renault A110. La seva carrera sempre va estar vinculada a la marca Renault.

## Trajectòria
Tramont comença a competir ral·lis a la dècada dels 60 a França, arribant a disputar el Ral·li de Monte-Carlo de 1964. A partir de 1965, gràcies al seu amic Guy Storr, s'instal·la a Espanya i es converteix en pilot oficial de FASA-Renault, centrant la seva activitat en els ral·lis, tot i que també disputa proves de circuits i de muntanya.
L'any 1967 guanya el seu primer Campionat d'Espanya de Ral·lis amb un Alpine-Renault A110 1300, guanyant al Ral·li Rías Baixas i al Ral·li d'Ourense. L'any següent reedita el títol guanyant en tres de les proves: el Ral·li de Girona, el Ral·li Ciutat d'Oviedo i el Ral·li Barcelona-Andorra.
Dos accidents molt greus van marcar la seva carrera, l'any 1966 al Ral·li Costa del Sol te un greu accident on el seu copilot, Luis de Baviera, perd la vida, mentre que l'any 1970, al Ral·li Bosch, un nou accident suposa la mort del seu copilot Jaime Segovia.
Després del segon accident Tremont es planteja retirar-se, si bé realitza una última temporada al 1971 on guanya el Ral·li Basc Navarrès.
Després de la seva retirada, va seguir vinculat a FASA-Renault, esdevenint l'any 1978 director esportiu de la marca i dirigint en els seus primers passos a un jove Carlos Sainz els anys 1985 i 1986. També va ser director de curses al Circuit del Jarama.